# Хронологија инвазије Русије на Украјину (мај 2024)
Овај чланак обухвата дешавања која су се догодила у мају 2024. године, за време инвазије Русије на Украјину.

## Хронологија

### 1. мај
Русија појачава напад на Часов Јар, важно упориште украјинских оружаних снага на истоку Украјине. Али исцрпљене и недовољно опремљене украјинске бригаде покушавају да одрже своје положаје док чекају војну помоћ САД.
Русија је последњих недеља распоредила до 25.000 војника у близини града. На другим жариштима дуж линије фронта, московска војска такође гура напред, са циљем да заузме што је могуће више територије пре него што стигне помоћ Запада.

### 2. мај
Украјински министар спољних послова Дмитриј Кулеба рекао је да је, као резултат руског гранатирања, оштећена половина енергетске инфраструктуре Украјине.

### 3. мај
Више од 250 милиона долара биће послато за обнову и проширење пољопривредног сектора Украјине у оквиру новог програма УСАИД ''Харвест'', рекао је заменик украјинског министра пољопривреде Денис Башлик.
Губици и штете на пољопривредном сектору Украјине, као резултат војне интервенције Русије, износили су преко 80 милијарди долара до краја фебруара, према проценама Кијевске школе економије и Светске банке.
Генералштаб Оружаних снага Украјине саопштио је у јутарњем извештају да су на фронту била 134 сукоба, а да су руске снаге извеле три ракетна и 70 ваздушних удара и да се посебно фокусиране на регион Донбаса.

### 4. мај
Сједињене Америчке Државе преговарају са земљама Г-7 да Украјини пруже помоћ од 50 милијарди долара. Значајан део новца биће издвојен из вишка профита од замрзнуте руске имовине, од којих се већина налази у Европи.
Како наводе извори агенције упознати са ситуацијом, о овом плану се расправља међу земљама Г-7.  САД се залажу за постизање договора када се лидери Г-7 састану у Италији у јуну.
Руски јуришни авиони Су-25 уништили су утврђење украјинске војске на делу фронта који припада руској војној групацији "Центар“, саопштило је Министарство одбране.
Како се наводи, гађали су ненавођеним ракетама, а мета су били украјински војници размештени на тој локацији.

### 5. мај
Оружане снаге Украјине изгубиле су још један тенк "абрамс" као резултат руског напада у Доњецку.
"Оружане снаге Украјине изгубиле су до 380 војника, тенк 'абрамс' америчке производње, два борбена возила пешадије, борбено оклопно возило и три камионета", наводи се у извештају Министарства одбране РФ.
Руске снаге су из вишецевног ракетног бацача "смерч" пуцале на термоелектрану Славјанскаја.
Територију електране погодило је пет ракета, рекао је заменик начелника војне управе града Николајевке, где се заправо налази термоелектрана.

### 6. мај
Руски напад дроном преко ноћи прекинуо је доток струје за више од 400.000 потрошача у Сумској области, саопштило је украјинско Министарство енергетике.
Радови на обнављању струје настављени су до јутра јер је 91 насеље остало без струје у региону, навело је то министарство.

### 7. мај
Власти Луганска саопштиле су да ју украјинске трупе напале складиште нафте на периферији града, услед чега је дошло до пожара.
Шеф “Луганске Народне Републике“ је рекао да је складиште нафте бомбардовано касно увече и да покушавају да ставе ватру под контролу, као и да куће остану безбедне.

### 8. мај
Ваздушни напад Русије изазвао је озбиљнo оштећење на опреми у три термоелектране, саопштила је највећа украјинска приватна електропривредна компанија ДТЕК.
"Опрема је озбиљно оштећена. Енергетски инжењери тренутно раде на елиминисању последица напада“, саопштено је из компаније.
Начелник области Лавова саопштио је да је погођена енергетска инфраструктура у том граду. Услед ракетног напада избио је пожар на генератору. Нема жртава.

### 9. мај
Украјински напад дроном изазвао је пожар и оштетио неколико резервоара за складиштење горива у руском Краснодарску, саопштила је кризна управа тог региона.
Око шест дронова је уништено, а остаци су пали на рафинерију у близини села Јуровка. "Оштећено је неколико резервоара“, саопштила је администрација, додајући да у нападу нико није повређен.
Две хидроелектране тешко су оштећене и више нису радиле после руског бомбардовања раније ове недеље, саопштила је украјинска државна енергетска компанија Укрхидроенерго.
"Од данас је сва хидрогенерација претрпела разорну штету", наводи се у саопштењу , додајући да ће бити потребна значајна финансијска средства и напори да се поправи штета и обнови рад електрана.
Украјина планира да удвостручи увоз електричне енергије након снажног руског напада на енергетски систем Украјине, саопштило је министарство енергетике.

### 10. мај
Украјински министар правде Денис Малиуска верује да би 10.000 до 20.000 осуђеника могло бити регрутовано из затворског система, не само зато што су притворски објекти у Украјини претрпан.
Малиуска је такође прокоментарисао могућност укључивања осуђених за убиство у регрутацију. "Али, на пример, ако узмемо категорију [осуђених] за убиство двоје или више људи: зашто човек иде у рат ако не да убије?", рекао је украјински министар правде.
Објашњава да ако се говори о убицама, а посебно доживотно осуђеним, да су то обично људи који су злочин починили врло млади, са 18-19 година.
Председник САД Џозеф Бајден одобрио је нови пакет војне помоћи за Украјину у износу од 400 милиона долара, саопштила је Бела кућа. Стејт департмент је истакао у саопштењу да су САД објавиле значајан нови пакет наоружања и опреме за Украјину као подршку храбром украјинском народу док брани своју земљу од Русије.
Пакет од 400 милиона долара садржи хитно потребно оружје укључујући: додатну противваздушну муницију за Патриот и Националне напредне ракетне системе земља-ваздух; противваздушне ракете Стингер; опрему за интеграцију западних лансера, пројектила и радара са украјинским системима; додатне високо покретне артиљеријске ракетне системе и муницију; артиљеријске метке 155 милиметара и 105 милиметара; ракете ТОВ и џавелин и противоклопне системе АТ-4; прецизну ваздушну муницију; брзе ракете против зрачења; борбена пешадијска возила Бредли; оклопне транспортере М113; возила отпорна на мине; обалске и речне патролне чамце; муницију и гранате за малокалибарско оружје; муницију за рушење и резервне делове, стоји у саопштењу.

### 11. мај
Амерички Стејт департмент је одобрио Украјини испоруку три система вишецевних бацача ракета ХИМАРС као ванредну помоћ у износу од 30 милиона долара, саопштио је Пентагон.
Украјина је затражила куповину три система ХИМАРС, које ће финансирати немачка влада.
Министарство одбране Русије саопштило је у суботу да су њене снаге заузеле пет пограничних села у Харковској области.
Према њиховим тврдњама, руске снаге су освојиле села Плетенивка, Охирцево, Борисовка, Пилна и Стрилечна, која се налазе на граници са руском Белгородском области.

### 12. мај
У украјинском нападу на Белгород погођена је вишеспратница, најмање девет особа је погинуло, а 20 повређено када се део руског стамбеног блока срушио након што су га ударили фрагменти обореног пројектила из совјетског доба, којег су лансирала украјинске снаге, саопштили су руски званичници.
Оружане снаге Руске Федерације уништиле су за један дан четири хеликоптера Ми-24, као и авион МиГ-29 и хеликоптер Ми-8 Оружаних снага Украјине, саопштило је Министарство одбране Федерације.  Како се наводи, авиони су погођени у области Манвеловка у Дњепропетровској области.
"Авион МиГ-29 украјинског ратног ваздухопловства оборен је системима противваздушне одбране", додаје Министарство одбране.

### 13. мај
Генералштаб Оружаних снага Украјине саопштио је да се на харковском правцу настављају тешке борбе са руским снагама и да се ситуација динамично мења. Украјински генералштаб наводи да су у току борбе за град Волчанск и да је Русија тренутно остварила тактички успех.
Руске снаге окупиле су око 50.000 војника на граници са Харковском области, изјавио је секретар Савета за националну безбедност и одбрану Александар Литвињенко. Напомиње се да у офанзиви у Харковској области учествује више од 30.000 хиљада руских војника.

### 14. мај
У правцу Харкова, руски освајачи настављају да јуришају на Волчанск, покушавају да се учврсте на северној периферији града.
Украјинске одбрамбене снаге покушавају да потисну руске трупе, а тешке борбе се настављају.

### 15. мај
Украјински снабдевач електричном енергијом "Укренерго" саопштио је да су због оштећења капацитета јутрос уведене рестрикције струје које ће трајати нешто више од два сата. Рестрикција широм земље било је и синоћ.

### 16. мај
Данска ће послати нови пакет војне помоћи Украјини, првенствено ПВО и артиљерију, написао је дански министар одбране Троелс Лунд Поулсен. Вредност пакета је 5,6 милијарди данских круна или 815,47 милиона долара.
Новоименовани секретар Савета безбедности Русије Сергеј Шојгу напоменуо је да руске оружане снаге спроводе офанзиву у свим правцима "у зони специјалне војне операције у Украјини“.
Како је додао, у ту сврху створене су одређене резерве у погледу људи, опреме и муниције.

### 17. мај
Системи противваздушне одбране и Црноморска флота Русије током ноћи уништили 102 украјинске беспилотне летелице и шест беспилотних чамаца, наводи Москва.
Рускo министарство одбране саопштило је да су током ноћи пресрели 51 украјинску беспилотну летелицу над Кримом, 44 изнад Краснодарског краја, шест изнад Белгородске и једну изнад Курске области.
Руске снаге прошириле су подручје активне борбе за скоро 70 километара покретањем офанзиве у области Харкова, изјавио је главнкомандујући украјинске војске Oлександар Сирски.
Сирски каже да је Русија покренула офанзиву како би приморала Украјину да убаци додатне резервне бригаде у борбу. Сирски je, такође, упозорио на предстојеће ''тешке битке'' на новом ратном фронту у Харковској области.

### 18. мај
У Украјини су ступиле на снагу измене закона о мобилизацији према којима је предвиђено да мобилизацији подлежу грађани старости од 25 до 60 година. Приликом мобилизације мушкарци од 18 до 60 година дужни су да са собом стално носе исправу о војној регистрацији и да је предоче на захтев представника ПКЗ или полицајца или граничне службе.
Министарство одбране Русије саопштило је да су руске трупе преузеле контролу над селом Старицја у Харковској области. Наведено је да су руске снаге наставиле да напредују у дубину украјинске одбране.
Русија је 10. маја покренула офанзиву на Харковску област, а Министарство одбране Русије јуче је саопштило да је руска војска протекле недеље заузела 12 насељених места у тој области.

### 19. мај
У једном насељу у руској Белгородској области запалио се кров цркве услед пада украјинског дрона, а жртава није било, саопштио је губернатор Вјачеслав Глатков.
"Украјинске оружане снаге напале су село Мало Городишче дроном-камиказом. Услед његовог пада и накнадне детонације, запалио се кров Цркве Светог Сергија Радоњешког", навео је Глатков.
Напад руске војске у правцу Харковске области био је тако брз и снажан да су слабе и малобројне украјинске снаге биле затечене и неспремне да бране своје положаје. Наводи се да су украјински војници били потпуно изненађени руским нападом и да су се повукли са својих позиција.
"Руска офанзива је разоткрила проблеме исцрпљених украјинских трупа, као и чињеницу да су неке одбрамбене линије биле траљаво постављене".

### 20. мај
Шпанска министарка одбране Маргарита Роблес најавила је да ће њена земља у јуну послати нови пакет војне помоћи Украјини, укључујући тенкове "леопард" и муницију.
Министарка је на састанку Контакт групе у Рамштајн формату навела да Шпаније улаже напоре и за обуку украјинских војника.

### 21. мај
Више од 3.000 осуђеника поднело је захтев за условни отпуст како би се придружили Оружаним снагама Украјине, рекла је заменица министра правде Олена Висотска.
Председник Володимир Зеленски је прошле седмице потписао закон којим се грађанима који су осуђени по одређеним оптужбама дозвољава да служе војску.

### 22. мај
Шведска влада се договорила са својом страном за подршку да створи трогодишњи оквир за војну подршку Украјини у укупном износу од 75 милијарди круна (7,01 милијарди долара).
"Да би ојачали шведску подршку Украјини и повећали дугорочну перспективу, влада и Шведске демократе су се договориле да уведу оквир за војну подршку Украјини за 2024-2026", наводи се у саопштењу. 75 милијарди круна биће подједнако подељено током три године. Укључујући предложени додатак, укупна планирана војна и друга подршка Шведске Украјини износиће преко 100 милијарди круна, наводи се у саопштењу.

### 23. мај
Сједињене Америчке Државе припремају нови пакет војне помоћи Украјини вредан 275 милиона долара и планирају да га објаве сутра. Напомиње се да се Кијев бори да обузда напредовање руских трупа у области Харкова, кажу два америчка званичника.
То ће бити четврта транша војне помоћи Украјини откако је Конгрес крајем прошлог месеца усвојио дуго одлагани закон о страној помоћи. Бајденова администрација обећала је да ће обезбедити редовне испоруке оружја и довести га на прве линије што је пре могуће. Пакет укључује ракетне системе високе покретљивости (ХИМАРС), као и тражене артиљеријске гранате од 155 мм и 105 мм, рекла су два америчка званичника. Они су под условом анонимности дали детаље о пакету помоћи пре јавног објављивања.

### 24. мај
У украјинском ракетном нападу синоћ су погинула два пролазника у близини Симферопоља, главног административног центра Крима, рекао је руски кримски званичник Сергеј Аксјонов.
Истиче да је ракета погодила празну зграду у близини Алуште на обали Црног мора.
У међувремену, руско министарство одбране је саопштило да је ПВО пресрела три ракете АТАКМС изнад Крима и да је војска уништила три украјинска поморска дрона.

### 25. мај
Руска одбрамбена предузећа повећала су производњу муниције за 14 пута, рекао је председник Русије Владимир Путин отварајући састанак са руководством предузећа одбрамбене индустрије. Наводи да је производња дронова повећана за четири и оклопног наоружања за 3,5 пута.
Путин истиче да је повећање ракетног и артиљеријског наоружања било више од 22 пута, средстава за електронско ратовање и извиђање 15, муниције и наоружања 14, возила седам, лична оклопна заштита шест, беспилотне летелице четири и за оклопно наоружање скоро 3,5 пута.

### 26. мај
У граду Жмеринка од пада руских дронова оштећене су три четвороспратнице, седам приватних стамбених зграда и шест путничких аутомобила, јавила је Државна служба за ванредне ситуације.
Саопштено је да су три особе повређене а да је из станова евакуисано 40 људи.

### 27. мај
Руско министарство одбране тврди да су њене снаге преузеле контролу над још два насеља у Украјини. Министарство је прецизирало да је реч о насељу Иванивка у Харковској области и Нетаилове у Доњецку.
Украјински председник Володимир Зеленски изјавио је да су руске снаге овог месеца бациле око 3.200 вођених ваздушних бомби на Украјину.
Говорећи на конференцији за новинаре у Мадриду, Зеленски је додао да украјинска војска нема довољно ракета за противваздушну одбрану како би спречила Русију да месечно баци хиљаде бомби.

### 28. мај
Летонска влада ће ове године уложити око 20 милиона евра (22 милиона долара) у коалицију дронова за Украјину, изјавио је министар одбране Андрис Спрудс.
"Рига ће уложити сличну суму да би такође изградила капацитете своје војске за дронове", навео је.Заједно са Великом Британијом, Летонија је лидер коалиције дронова, савезничке иницијативе основане за снабдевање украјинских снага овом кључном способношћу. Коалиција је до априла прикупила преко 500 милиона долара.
"Наша амбиција је (да купимо) до 1.000 дронова, који би такође могли да буду послати у Украјину", рекао је Спрудс износећи планове Риге за развој својих дронова.
Белгија ће се обавезати да ће опремити Украјину са 30 борбених авиона Ф-16 са првим испорукама планираним за ову годину, известила је новинска агенција Белга, позивајући се на министра спољних послова земље Хађу Лахбиба. Саопштење је стигло неколико сати пре него што би украјински председник Володимир Зеленски требало да се састане са владом у Бриселу.
Руски ПВО системи оборили су авион Миг-29 Оружаних снага Украјине у зони специјалне војне операције заштите Донбаса, саопштило је Министарство одбране Федерације.
"Системи противваздушне одбране оборили су авион Миг-29 украјинског ратног ваздухопловства, а такође су уништили 39 беспилотних летелица, оперативно-тактичку ракету америчке  производње `атакамс` , седам вођених бомби француске производње `хамер` и ракету америчке производње `химарс`, наводи Министарство.

### 29. мај
Министарство одбране Русије наводи да су ПВО системи оборили две украјинске беспилотне летелице изнад Белгородске области.
"Дежурни системи противваздушне одбране уништили су две украјинске беспилотне летелице изнад територије Белгородске области", наводи се у саопштењу Москве.

### 30. мај
Руска противваздухопловна одбрана оборила је током ноћи осам ракета АТАКМС изнад Крима, као и осам украјинских дронова изнад Црног мора у близини тога полуострвa, саопштило је руско министарство одбране
Министарство додаје да су руске снаге пресреле и два украјинска поморска дрона у близини Крима. У саопштењу се наводи да је руска ПВО оборила осам тактичких пројектила АТАКМС изнад Азовског мора.

### 31. мај
Складиште нафте у Краснодарској Покрајини је запаљено, услед украјинског ваздушног удара на нафтна постројења, саопштио је губернатор јужног руског региона. Министарство одбране Русије саопштило је да су ПВО системи уништили пет украјинских ракета и 29 дронова изнад Краснодарске Покрајине.
Русија и Украјина су размениле ратне заробљенике, при чему је свака страна предала по 75 људи у складу са споразумом који су посредовали Уједињени Арапски Емирати, саопштило је руско министарство одбране.
"Као резултат преговарачког процеса, 75 руских војних лица, који су били суочени са смртном опасношћу у заточеништву, враћено је са територије под контролом кијевског режима, а заузврат је пребачено 75 ратних заробљеника Оружанх снага Украјине", наводи се у саопштењу Москве.